# Интрамакронуклеаты
Интрамакронуклеаты (лат. Intramacronucleata) — подтип инфузорий (Ciliophora). Название относится к наличию у интрамакронуклеат микротрубочек внутри делящегося макронуклеуса, необходимых для завершения деления, что отличает их от постцилиодесматофор (Postciliodesmatophora), у которых микротрубочки находятся вне делящегося макронуклеуса.

## Классификация
Подтип введён в систематику Денисом Линном в 1996 году, который отнёс к нему все классы инфузорий, за исключением Heterotrichea и Karyorelictea, включённых в подтип Postciliodesmatophora.
Согласно молекулярно-генетическим анализам Gao и др. (2016), класс Mesodiniea, ранее относимый к Intramacronucleata, представляет третью ветвь инфузорий, сестринскую по отношению к кладе, включающей Postciliodesmatophora и Intramacronucleata. В рамках этого исследования было выделено две основных клады интрамарконуклеат: CONthreeP (классы Colpodea, Oligohymenophorea, Nassophorea, Phyllopharyngea, Plagiopylea и Prostomatea) и морфологически разнообразные SAL (классы Spirotrichea, Armophorea и Litostomatea). Fernandes и др. (2018) предложили выделить отряд Odontostomatida в новый класс Odontostomatea, близкий к Armophorea.
В 2004 году Томас Кавалье-Смит обозначил ту же самую кладу, что и CONthreeP, под названием Ventrata, ссылаясь на наличие вентрального цитофаринкса в качестве предкового признака. В классификации Сины Адла и др. (2019) группа Intramacronucleata включает клады SAL Gentekaki et al., 2014,  CONTHREEP Lynn in Adl et al. 2012 и род Protocruzia Faria da Cunha & Pinto, 1922 (Protocruziidae Jankowski, 1980; Protocruziidia de Puytorac et al., 1987), занимающий неясное систематическое положение (incertae sedis). По версии Адла и соавторов, название CONTHREEP предпочтительно вместо Ventrata, поскольку предполагаемая вентральная синапоморфия клады не существует.
В классификации WoRMS подтип Intramacronucleata включает инфратипы Rhabdophora (только Litostomatea), Spirotrichia (только Spirotrichea) и Ventrata.